# Журандір де Фрейтас
Журандір де Фрейтас (порт. Jurandir de Freitas, 12 листопада 1940, Марілія — 6 березня 1996, Сан-Паулу) — бразильський футболіст, що грав на позиції захисника.
Виступав, зокрема, за «Сан-Паулу», а також національну збірну Бразилії. У складі збірної — чемпіон світу.

## Клубна кар'єра
Журандір виріс у бідній родині. З юних років він працював, спочатку чистильником чобіт, потім каменярем, а згодом механіком. Одночасно він грав у футбол, де виступав за місцевий клуб «Корінтіанс» (Марілія). 
У 1960 році перейшов у «Сан-Бенту», звідки був куплений «Сан-Паулу», що запропонували зарплату в 2300 крузейро. За «Сан-Паулу» Журандір виступав 10 років, склавши дует центральних захисників клубу разом з Роберто Діасом. З клубом він виграв два чемпіонати штату Сан-Паулу і став гравцем збірної Бразилії. У Сан-Паулу він одружився, купив будинок у Віла Сонія, а також зайнявся бізнесом з пошиття одягу. Незважаючи на те, що Журандір був чемпіоном світу, заробітну плату йому не збільшували, зупинившись на сумі 8000 крузейро. Маленькі заробітні плати керівники клубу пояснювали витратами на новий стадіон. Журандір став одним із символів команди, часто граючи на уколах. Наприклад, 14 серпня 1963 року в матчі з «Сантосом» він майже тайм відіграв з переломом малої гомілкової кістки. 
Піти з «Сан-Паулу» Журандіра змусили обставини: після побудови стадіону Морумбі, клуб почав вкладати великі гроші в нових гравців, роблячи на них ставку, від досвідчених же футболістів було вирішено відмовитися. Клуб навіть не організував захиснику прощального матчу. Журандір перейшов в клуб «Марілія». Там на нього навалилися нові проблеми: команда була бідною, і заробітки були невисокі, а Журандір, залишив бізнес родичам, був змушений продати свій будинок, щоб його справа залишилася «на плаву». 
1973 року Журандір був орендований клубом «Комерсіал» з Кампу-Гранді. Там він отримав травму коліна, через яку йому видалили два меніска. Ще однією невдачею стало те, що клуб не встиг оформити трансфер Журандіра в Бразильській конфедерації футболу, через що страховка, яка причиталася гравцеві, виплачена не була. Він деякий час тренувався з «Сан-Паулу», але клуб заборонив йому це.
Потім Журандір був змушений грати за інші маловідомі клуби, щоб якось прогодувати сім'ю. Він навіть продав свій автомобіль, щоб сім'я не голодувала. Завершив професійну ігрову кар'єру у клубі «Уніао Моджі», за який недовго виступав протягом 1979 року.

## Виступи за збірну
24 квітня 1962 року дебютував в офіційних іграх у складі національної збірної Бразилії у матчі проти Парагваю. Того ж року у складі збірної був учасником чемпіонату світу 1962 року у Чилі, здобувши того року титул чемпіона світу, але на поле не виходив.
Протягом кар'єри у національній команді провів у формі головної команди країни 14 матчів. Він також представляв Бразилію на Олімпійських іграх 1960 року, де зіграв в одній грі проти Тайваню (5:0), проте бразильці не вийшли з групи.

## Особисте життя
Мав дружину Емерлінду, і дітей, Журандіна Жуніора, Розелі Апаресіду, Жоелсона Бенедіто і Жадіра. Прожив решту днів у будинку на Табоан де Серра, страждаючи від хвороби нирок, викликаної курінням і вживанням спиртних напоїв. А також працював охоронцем у компанії Сабесп, що займалась охороною стадіону у Сан-Паулу.
Помер 6 березня 1996 року на 56-му році життя у місті Сан-Паулу.

## Титули і досягнення
- Чемпіон світу (1):

1962
- Переможець Ліги Пауліста (2):

«Сан-Паулу»: 1970, 1971